# Sankt Hemma
Sankt Hemma ist ein Ort in der Weststeiermark sowie eine Streusiedlung in der Marktgemeinde Edelschrott im Bezirk Voitsberg in der Steiermark. Bekannt ist der Ort durch die Filialkirche St. Hemma am Kreuzberg und das dortige kleine Skigebiet.

## Lage und Geographie
Sankt Hemma liegt im nordwestlichen Teil der Marktgemeinde Edelschrott, im Osten der Katastralgemeinde Kreuzberg auf einem vom Gipfel des Kreuzbergs nach Nordwesten in Richtung Spengerkogel streichenden Bergrücken. Der Ort wird im Norden vom Hemmabach begrenzt, während der Bergrücken im Süden zum Tal der Teigitsch hin abfällt. Südlich von Sankt Hemma verläuft auch die Gemeindegrenze zu Hirschegg-Pack.
Durch Sankt Hemma verlaufen keine Hauptverkehrswege. Zum Ort führt der Sankt Hemma Weg, der von der Packer Straße (B 70) auf den Kreuzberg führt. Dieser Weg führt nach der Durchquerung des Ortes als Schotterweg weiter zum Ortsteil Mittlerer Kreuzberg.

## Geschichte

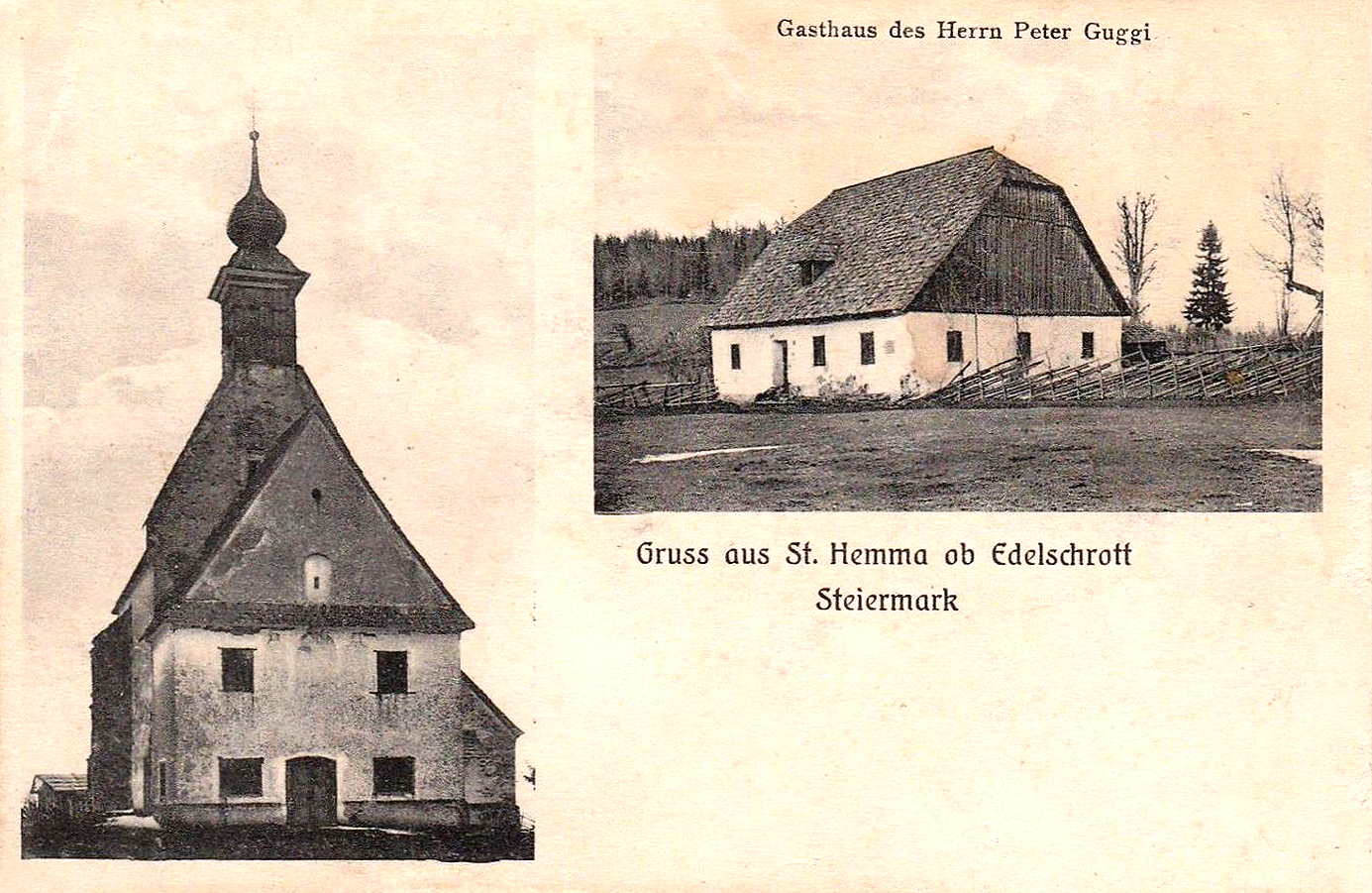
Ansichtskarte aus der Zeit um 1905 mit der Filialkirche und dem damaligen Gasthaus Guggi

Laut der Gründungslegende der Filialkirche St. Hemma am Kreuzberg soll bereits im 11. Jahrhundert Hemma von Gurk eine Kapelle für die in der Nähe tätigen Bergleute errichtet haben. Diese frühe Gründung ist allerdings zweifelhaft, und ein Bergbau auf Silber, wie in der Legende erwähnt, ist in der Gegend um Sankt Hemma unbekannt. Ein aus Straßburg stammender Bürger erwähnt 1466 eine der heiligen Hemma geweihte Kapelle in der Pfarre Edelschrott. Obwohl die Kirche selbst erst 1498 urkundliche Erwähnung findet, wird das als erste gesicherte Nennung des Ortes angesehen. Der Name des Ortes leitet sich dabei von der Patronin der Kapelle ab. Die heutige Filialkirche wurde um 1540 bis 1544 errichtet. Zumindest bis 1751 stand neben der Kirche eine hölzerne Kapelle, die ebenfalls der heiligen Hemma geweiht war und in der gelegentlich auch die heilige Messe gelesen wurde. Der Heimatforscher Gustav Gugitz sah in der Kapelle den Vorgängerbau der Kirche.
Die Einwohner des Ortes gehörten bis zur Abschaffung der Grundherrschaften im Jahr 1848 zur Herrschaft Greißenegg. Sankt Hemma gehörte zumindest 1798 und 1807 zum Werbbezirk der Herrschaft Lankowitz.
Ab der Zeit um 1600 führte die Edelschrotter Landstraße über Sankt Hemma zur Hebstatt beim Alten Almhaus auf der Stubalpe. Ein Knecht brachte 1646 die Pest mit nach Sankt Hemma, der hier mehrere Bewohner eines Bauernhofes zum Opfer fielen. Im Jahr 1853 erhielt der Ort das Privileg einen Viehmarkt abhalten zu dürfen, dieser fand zumindest bis 1906 statt. Im Mai 1891 brannte der Turm der Kirche nach einem Blitzschlag. Bis zum Dezember 1958 war der ganze Ort an das Stromnetz angeschlossen. In den 1960er-Jahren wurden bei Sankt Hemma Skilifte errichtet, und auch die Gemeinde Rosental an der Kainach unterhielt ab 1956 ein Erholungsheim im Ort. Vor allem in den 1980er-Jahren wurden einige Wochenendhäuser in Sankt Hemma errichtet.

## Wirtschaft und Infrastruktur

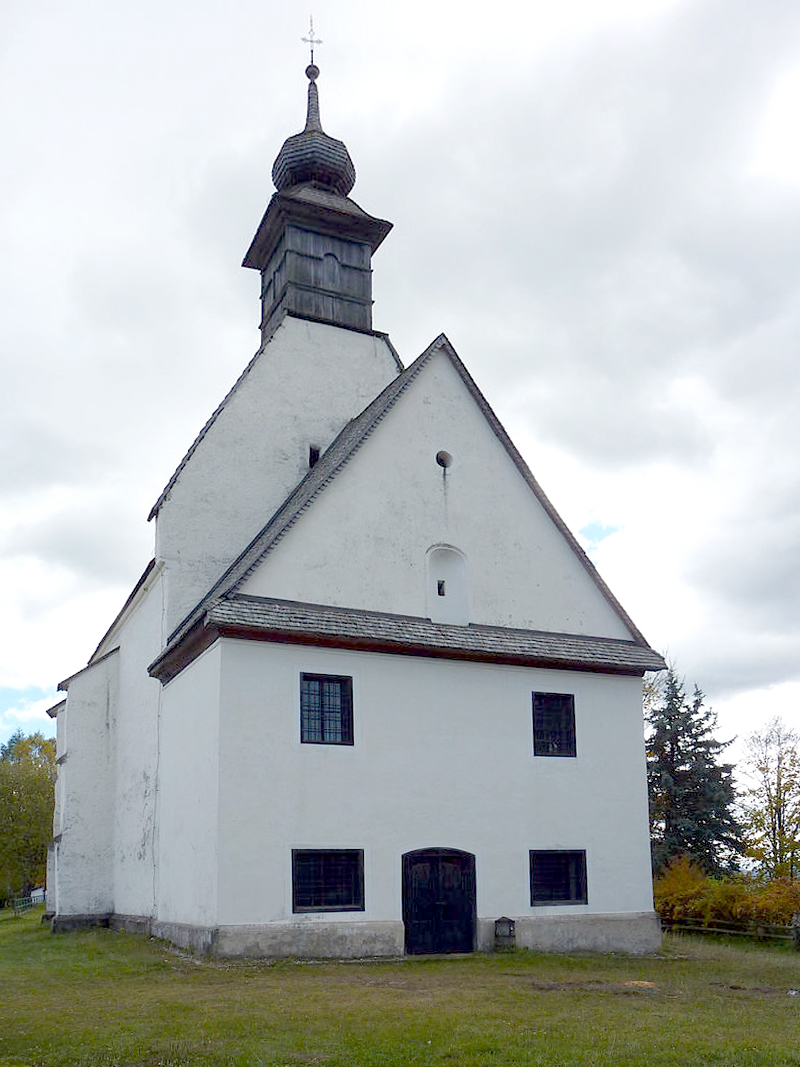
Filialkirche in Sankt Hemma

Der Ort Sankt Hemma ist landwirtschaftlich geprägt. Neben der Kirche steht ein Gasthaus, dessen Anfänge bis in das letzte Drittel des 18. Jahrhunderts zurückreichen. Sankt Hemma besitzt seit den 1960er-Jahren ein eigenes Skigebiet, das seit 1967/68 von der Skiliftgemeinschaft Sankt Hemma betrieben wird. Es verfügt über einen Schlepplift sowie eine 1,8 Kilometer lange Piste.
Der Ort ist durch die etwa 2,7 Kilometer östlich gelegene Packer Straße (B 70) und die etwa 17 Kilometer entfernte Abfahrt Modriach der Südautobahn (A2) an das überregionale Wegenetz angeschlossen.

## Kultur und Sehenswürdigkeiten
In Sankt Hemma steht die Filialkirche St. Hemma am Kreuzberg, die 1466 erstmals erwähnt wird und in ihrer heutigen Form aus der Zeit um 1540 bis 1544 stammt. Sie wurde zuletzt im Jahr 2000 generalsaniert. In einer Wandnische im Inneren der Kirche steht eine um 1410 geschaffene Figur der thronenden Maria mit Kind. Der auf das Jahr 1740 datierte Hochaltar trägt ein Bild, das die heilige Hemma von Gurk mit Bergknappen zeigt.
Neben der Kirche steht das Makulakreuz, ein um 1700 errichteter Pfeilerbildstock. In seiner gewölbten Hauptnische steht eine auf das Jahr 1839 datierte Holzfigur der heiligen Anna mit Maria.